# لای کوان لین
لای کوان لین، همچنین به صورت لای گوان‌لین نیز نوشته می‌شود، و بیشتر با نام گوان‌لین (چینی سنتی: 賴冠霖؛ هانگول: 라이관린، زادهٔ ۲۳ سپتامبر ۲۰۰۱) شناخته می‌شود، رپر، خواننده و بازیگر تایوانی مستقر در کره جنوبی و چین است. او به عنوان برندهٔ جایگاه هفتم در برنامهٔ پرودوس ۱۰۱ فصل ۲ و یکی از اعضای گروه پسرانهٔ وانا وان شناخته می‌شود.